# Jimi Manuwa
Samuel Babajimi Manuwa dit Jimi Manuwa, né le 18 février 1980 à Sacramento (États-Unis), est un pratiquant professionnel anglais d'arts martiaux mixtes (MMA).
Actif onze ans, il prend sa retraite en juin 2019 avec un palmarès de 17 victoires pour 6 défaites.

## Palmarès

### Distinctions
- Ultimate Fighting Championship
  - Combat de la soirée (une fois) (contre Alexander Gustafsson)
  - Performance de la soirée (deux fois)
- UCMMA
  - Champion poids mi-lourds de l'UCMMA

### Palmarès en arts martiaux mixtes
| 23 combats     | 17 victoires | 6 défaites |
| Par KO         | 15           | 5          |
| Par soumission | 1            | 0          |
| Sur décision   | 1            | 1          |

| Résultat | Record | Adversaire           | Méthode                                 | Événement                               | Date              | Round | Temps | Lieu                            | Notes                                             |
| -------- | ------ | -------------------- | --------------------------------------- | --------------------------------------- | ----------------- | ----- | ----- | ------------------------------- | ------------------------------------------------- |
| Défaite  | 17-6   | Aleksandar Rakić     | KO (coup de tête)                       | UFC Fight Night: Gustafsson vs. Smith   | 1er juin 2019     | 1     | 0:42  | Stockholm, Suède                |                                                   |
| Défaite  | 17-5   | Thiago Santos        | KO (coups de poing)                     | UFC 231: Holloway vs. Ortega            | 8 décembre 2018   | 2     | 0:41  | Toronto, Ontario, Canada        |                                                   |
| Défaite  | 17-4   | Jan Błachowicz       | Décision unanime                        | UFC Fight Night: Werdum vs. Volkov      | 17 mars 2018      | 3     | 5:00  | Londres, Angleterre             |                                                   |
| Défaite  | 17-3   | Volkan Oezdemir      | KO (coups de poing)                     | UFC 214: Cormier vs. Jones II           | 29 juillet 2017   | 1     | 0:42  | Anaheim, Californie, États-Unis |                                                   |
| Victoire | 17-2   | Corey Anderson       | KO (coup de poing)                      | UFC Fight Night: Manuwa vs. Anderson    | 18 mars 2017      | 1     | 3:05  | Londres, Angleterre             | Performance de la soirée.                         |
| Victoire | 16-2   | Ovince Saint Preux   | KO (coups de poing)                     | UFC 204: Bisping vs. Henderson II       | 8 octobre 2016    | 2     | 2:38  | Manchester, Angleterre          | Performance de la soirée.                         |
| Défaite  | 15-2   | Anthony Johnson      | KO (coups de poing)                     | UFC 194: Johnson vs. Dodson II          | 5 septembre 2015  | 2     | 0:28  | Las Vegas, Nevada, États-Unis   |                                                   |
| Victoire | 15-1   | Jan Błachowicz       | Décision unanime                        | UFC Fight Night: Gonzaga vs. Cro Cop II | 11 avril 2015     | 3     | 5:00  | Cracovie, Pologne               |                                                   |
| Défaite  | 14-1   | Alexander Gustafsson | TKO (coup de genou et coups de poing)   | UFC Fight Night: Gustafsson vs. Manuwa  | 8 mars 2014       | 2     | 1:18  | Londres, Angleterre             | Combat de la soirée.                              |
| Victoire | 14-0   | Ryan Jimmo           | TKO (blessure à la jambe)               | UFC Fight Night: Machida vs. Muñoz      | 26 octobre 2013   | 2     | 4:41  | Manchester, Angleterre          |                                                   |
| Victoire | 13-0   | Cyrille Diabaté      | TKO (abandon)                           | UFC on Fuel TV: Barão vs. McDonald      | 16 février 2013   | 1     | 5:00  | Londres, Angleterre             |                                                   |
| Victoire | 12-0   | Kyle Kingsbury       | TKO (arrêt du médecin)                  | UFC on Fuel TV: Struve vs. Miocic       | 29 septembre 2012 | 2     | 5:00  | Nottingham, Angleterre          |                                                   |
| Victoire | 11-0   | Antony Réa           | TKO (abandon)                           | BAMMA 8: Manuwa vs. Réa                 | 10 décembre 2011  | 1     | 5:00  | Nottingham, Angleterre          |                                                   |
| Victoire | 10-0   | Nick Chapman         | TKO (coups de genou)                    | UCMMA 24: Hands of War                  | 22 octobre 2011   | 1     | 2:14  | Londres, Angleterre             | Défend le titre des poids mi-lourds de l'UCMMA.   |
| Victoire | 9-0    | Valentino Petrescu   | KO (coup de poing)                      | UFC 160: Velasquez vs. Bigfoot II       | 7 août 2010       | 1     | 3:08  | Londres, Angleterre             | Défend le titre des poids mi-lourds de l'UCMMA.   |
| Victoire | 8-0    | Reza Mahdavian       | TKO (coups de poing)                    | UCMMA 12: Never Back Down               | 8 mai 2010        | 1     | 3:19  | Londres, Angleterre             | Défend le titre des poids mi-lourds de l'UCMMA.   |
| Victoire | 7-0    | Shaun Lomas          | TKO (coups de poing)                    | UCMMA 9: Fighting for Heroes            | 5 décembre 2009   | 1     | 3:58  | Londres, Angleterre             | Défend le titre des poids mi-lourds de l'UCMMA.   |
| Victoire | 6-0    | Luke Blythe          | KO (coup de poing)                      | UCMMA 6: Payback                        | 22 août 2009      | 2     | 4:22  | Londres, Angleterre             | Défend le titre des poids mi-lourds de l'UCMMA.   |
| Victoire | 5-0    | Ryan Robinson        | TKO (coups de poing)                    | UCMMA 4: Relentless                     | 9 mai 2009        | 1     | 2:03  | Londres, Angleterre             | Remporte le titre des poids mi-lourds de l'UCMMA. |
| Victoire | 4-0    | Eddie Rincon         | Soumission (étranglement en guillotine) | UCMMA 2: Unbreakable                    | 7 février 2009    | 1     | 1:49  | Londres, Angleterre             |                                                   |
| Victoire | 3-0    | Chris Greig          | TKO (coups de poing)                    | UCMMA 1                                 | 6 décembre 2008   | 2     | 1:35  | Londres, Angleterre             |                                                   |
| Victoire | 2-0    | Dave Rindoul         | TKO                                     | FX3 9                                   | 13 septembre 2008 | 1     | 3:10  | Reading, Angleterre             |                                                   |
| Victoire | 1-0    | Tom King             | TKO (coups de poing)                    | FCFN 8                                  | 26 juillet 2008   | 1     | N/A   | Portsmouth, Angleterre          |                                                   |